# Státní převrat krále Michala
Státní převrat krále Michala v Rumunsku je označení pro rozpuštění vlády a následný státní převrat vedený rumunským králem Michalem I. v době druhé světové války, v roce 1944.

## Průběh

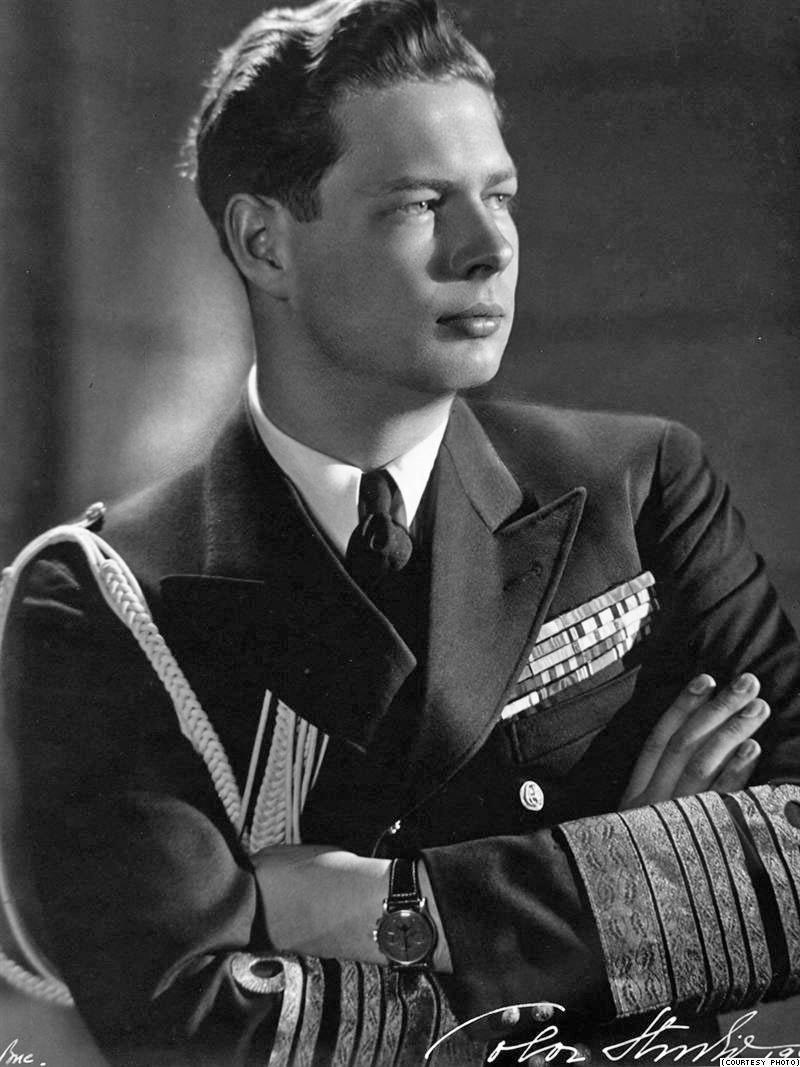
Král Michal v roce 1947

Dne 23. srpna 1944 král za podpory některých politických stran rozpustil pronacistickou vládu Iona Antonescua, poté, co se po úspěšné sovětské ofenzivě zhroutila německá fronta na severovýchodě Rumunska.
Rumunská armáda vyhlásila jednostranné příměří s Rudou armádou na moldavské frontě. Tato událost byla považována za rozhodující v postupech spojenců proti mocnostem Osy na evropském dějišti druhé světové války.
Převrat podpořily také Komunistická strana Rumunska, Sociálnědemokratická strana, Národní liberální strana a Národní rolnická strana, které se v červnu 1944 spojily do Národně demokratického bloku.